# Chris Abani

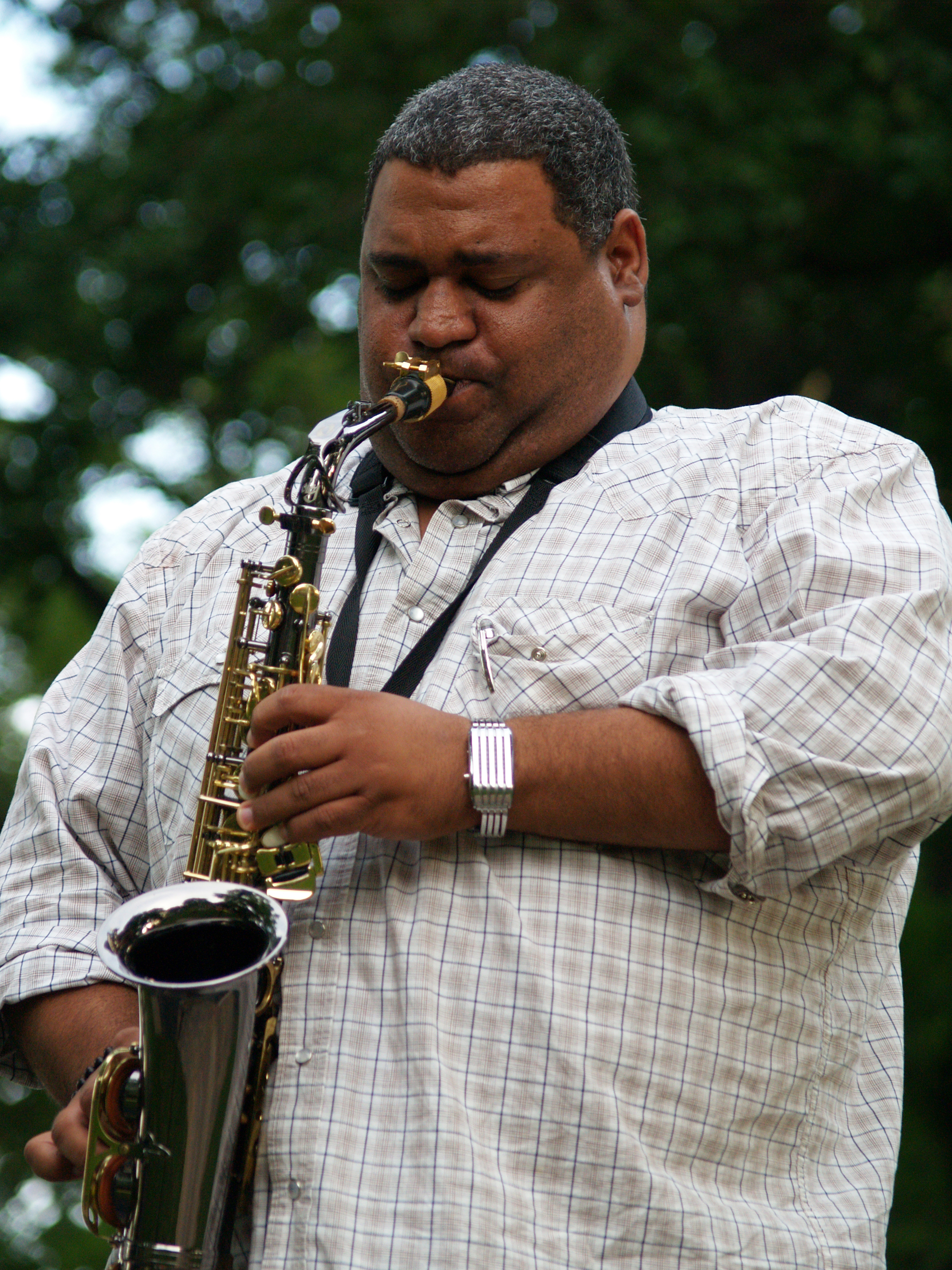
Chris Abani

Christopher Abani (sau Chris Abani) (n. 27 decembrie, 1966) este un scriitor nigerian.